# Gand-Wevelgem 1982
La 44e édition de Gand-Wevelgem a eu lieu le 7 avril 1982. Elle a été remportée par le Belge Frank Hoste (TI-Raleigh-Campagnolo), il est suivi dans le même temps ses compatriotes Eddy Vanhaerens (Safir-Marc) et Alfons De Wolf (Vermeer-Thijs).

## Classement final
La course est remportée par le Belge Frank Hoste (TI-Raleigh-Campagnolo).
| \| Classement général \| Classement général \| Classement général \| Classement général \| Classement général \| \| Coureur \| Coureur \| Pays \| Équipe \| Temps \| \| ------------------ \| ------------------- \| ------------------ \| ------------------------- \| ------------------ \| \| 1er \| Frank Hoste \| Belgique \| TI-Raleigh-Campagnolo \| 6 h 15 min 00 s \| \| 2e \| Eddy Vanhaerens \| Belgique \| Safir-Marc \| + 0 s \| \| 3e \| Alfons De Wolf \| Belgique \| Vermeer-Thijs \| + 0 s \| \| 4e \| Eddy Planckaert \| Belgique \| Splendor-Wickes Bouwmarkt \| + 0 s \| \| 5e \| Jan Bogaert \| Belgique \| Europ Decor \| + 0 s \| \| 6e \| Johan van der Velde \| Pays-Bas \| TI-Raleigh-Campagnolo \| + 0 s \| \| 7e \| Phil Anderson \| Australie \| Peugeot-Shell-Michelin \| + 0 s \| \| 8e \| Silvano Contini \| Italie \| Bianchi-Piaggio \| + 0 s \| \| 9e \| Henk Lubberding \| Pays-Bas \| TI-Raleigh-Campagnolo \| + 0 s \| \| 10e \| Gregor Braun \| Allemagne \| Capri Sonne-Eddy Merckx \| + 0 s \| |                     |           |                           |                 |
| |                     |           |                           |                 |
| Sources : ProCyclingStats Cycling Archives |                     |           |                           |                 |
| Classement général |                     |           |                           |                 |
| Coureur | Coureur             | Pays      | Équipe                    | Temps           |
| 1er | Frank Hoste         | Belgique  | TI-Raleigh-Campagnolo     | 6 h 15 min 00 s |
| 2e | Eddy Vanhaerens     | Belgique  | Safir-Marc                | + 0 s           |
| 3e | Alfons De Wolf      | Belgique  | Vermeer-Thijs             | + 0 s           |
| 4e | Eddy Planckaert     | Belgique  | Splendor-Wickes Bouwmarkt | + 0 s           |
| 5e | Jan Bogaert         | Belgique  | Europ Decor               | + 0 s           |
| 6e | Johan van der Velde | Pays-Bas  | TI-Raleigh-Campagnolo     | + 0 s           |
| 7e | Phil Anderson       | Australie | Peugeot-Shell-Michelin    | + 0 s           |
| 8e | Silvano Contini     | Italie    | Bianchi-Piaggio           | + 0 s           |
| 9e | Henk Lubberding     | Pays-Bas  | TI-Raleigh-Campagnolo     | + 0 s           |
| 10e | Gregor Braun        | Allemagne | Capri Sonne-Eddy Merckx   | + 0 s           |